# Мечел
Мечел — російська гірничодобувна і металургійна компанія. «Мечел» об'єднує виробників вугілля, залізорудного концентрату, сталі та прокату. Продукція реалізується на російському і закордонних ринках. Повне найменування — Товариство з обмеженою відповідальністю «Мечел». Головний офіс знаходиться в Москві. 

## Діяльність
«Мечел» — гірничодобувна і металургійна компанія. «Мечел» об'єднує підприємства, що виробляють коксівне вугілля, енергетичне вугілля, залізорудний концентрат, сталь, прокат, феросплави, продукцію високих переділів, теплову та електричну енергію. Продукція «Мечела» реалізується на російському і закордонних ринках.
Діяльність компанії в області гірничодобувної промисловості об'єднує виробництво і реалізацію коксівного та енергетичного вугілля і залізної руди. Компанія контролює понад 25%  потужностей Росії по виробництву коксівного вугілля. В металургійній галузі компанія займається виробництвом та збутом заготовлень і сортового прокату з вуглецевої та спеціальної сталі, листового прокату з вуглецевої та нержавіючої сталі, в тому числі металевої продукції з високою доданою вартістю, включаючи металовироби та штампування.
Компанія має власні джерела основних видів сировини: вугілля, що коксується і залізорудний концентрат.